# Parque solar Cauchari
El parque solar Cauchari es una planta de energía solar fotovoltaica de gran capacidad, ubicada en el departamento de Susques, provincia de Jujuy, Argentina, aproximadamente en la ubicación 24°06′05″S 66°43′48″O / -24.10130833, -66.73001389.  El parque solar pertenece a JEMSE (Jujuy Energía y Minería). Fue construido por la empresa Powerchina, y aporta su producción al Sistema Argentino de Interconexión. 
Es la mayor planta de generación de energía solar de Argentina, y es la segunda planta de su género más grande de Latinoamérica. Su construcción requirió cerca de un millón de paneles solares, que en conjunto representan una potencia instalada de 300 MW.

## Ubicación geográfica
La planta ocupa una superficie de 800 hectáreas, en la puna jujeña. A más de 4000 metros de altura, está ubicada en condiciones óptimas de radiación solar, con alto soleamiento pero temperaturas bajas.

## Producción
La planta fue construida en 3 etapas, cada una con una potencia instalada de 105MW, comenzando en 2014. La empresa Powerchina fue contratada para su construcción y puesta en marcha. El presupuesto anunciado de la obra fue de 390 millones de dólares. La obra fue financiada por EXIMBANK (China). La inauguración definitiva se realizó en junio de 2020. Desde entonces hasta noviembre de 2021, ya había producido más de 800.000 MWh, con una facturación de más de 72M de dólares.
El parque es operado por unos 60 técnicos. 

### Ampliación
El potencial energético de la zona hace que se esté planificando ampliar la planta y por lo tanto incrementar la producción en unos 200MW adicionales, para así totalizar unos 500MW de potencia instalada, equivalente a las necesidades energéticas de toda la provincia de Jujuy. Esta ampliación permitiría proveer la energía eléctrica requerida por el proyecto de extracción de litio del salar Cauchari Olaroz y eventualmente otras explotaciones similares de la zona.

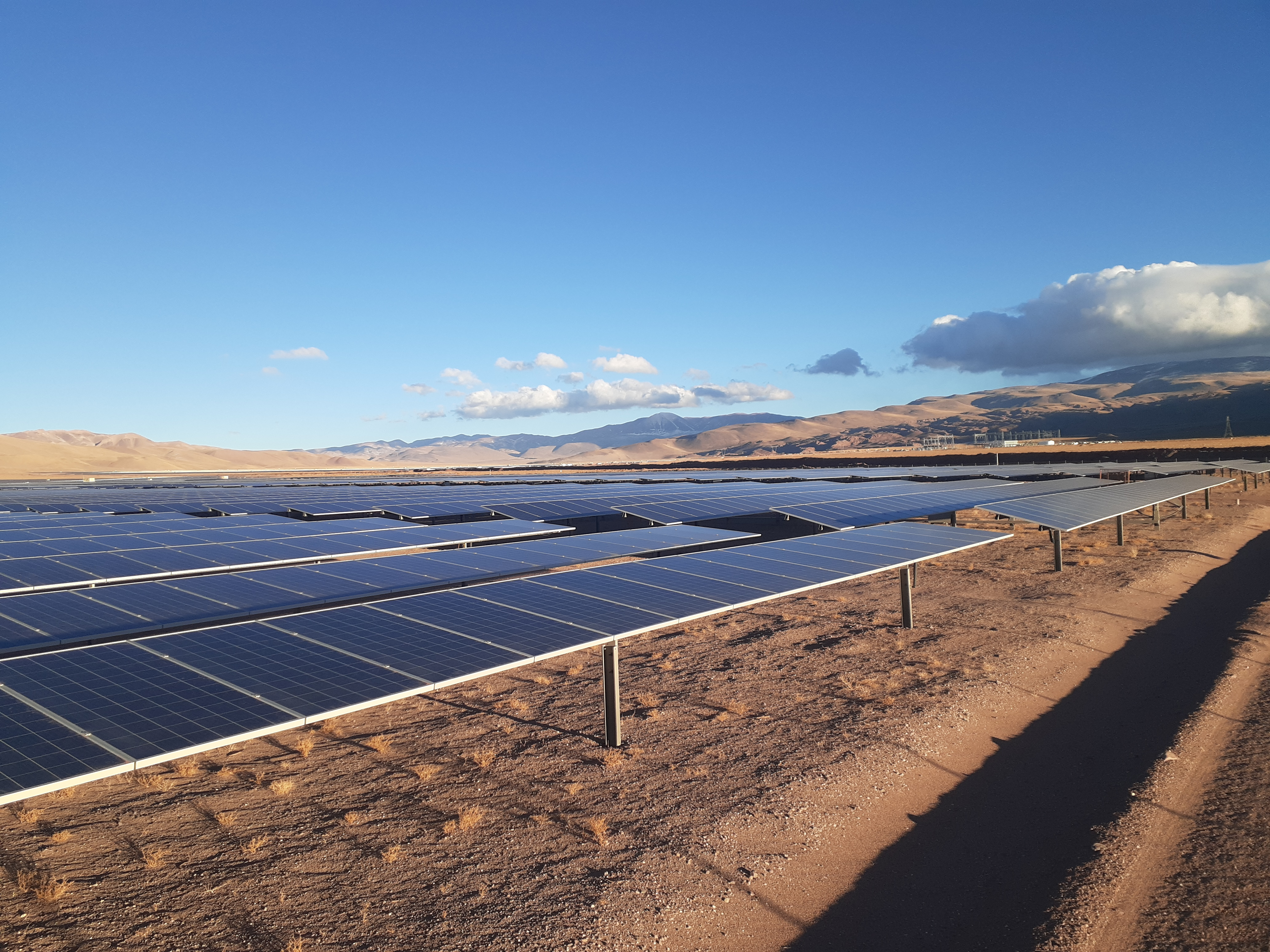
Vista de paneles solares desde instalados en Cauchari III
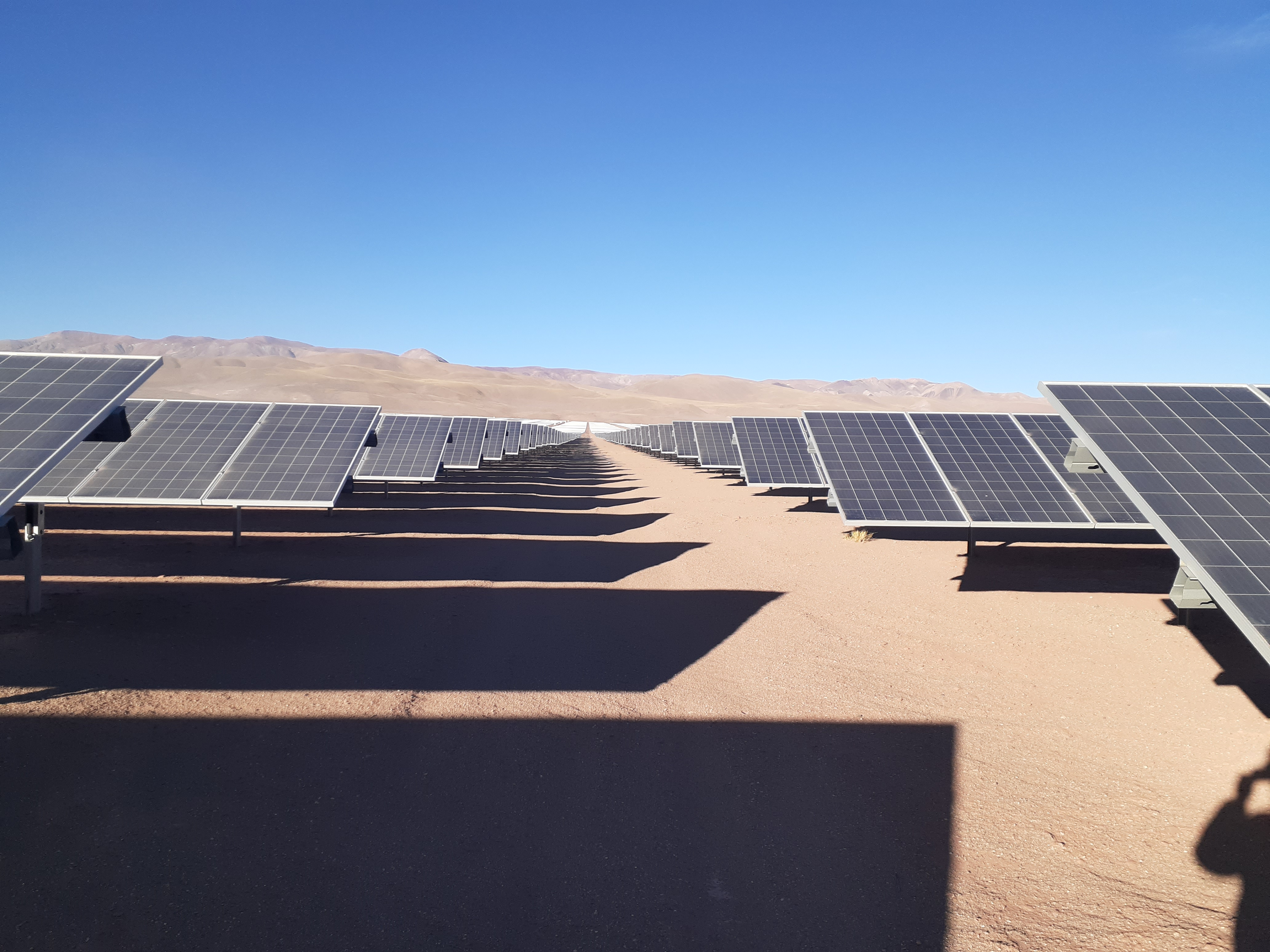
Paneles solares instalados en Subplanta C11 en Cauchari III
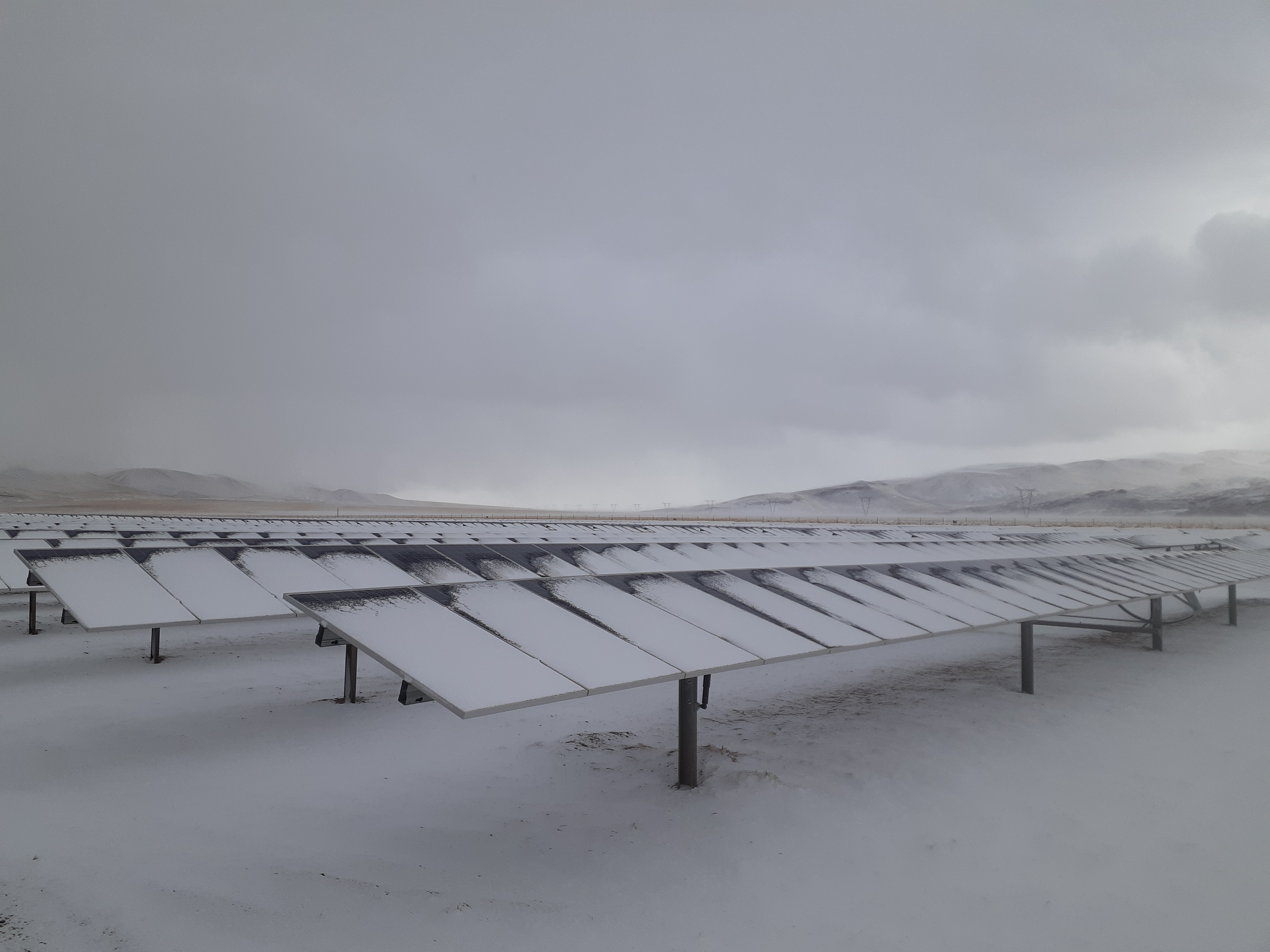
Paneles durante una nevada en Cauchari I
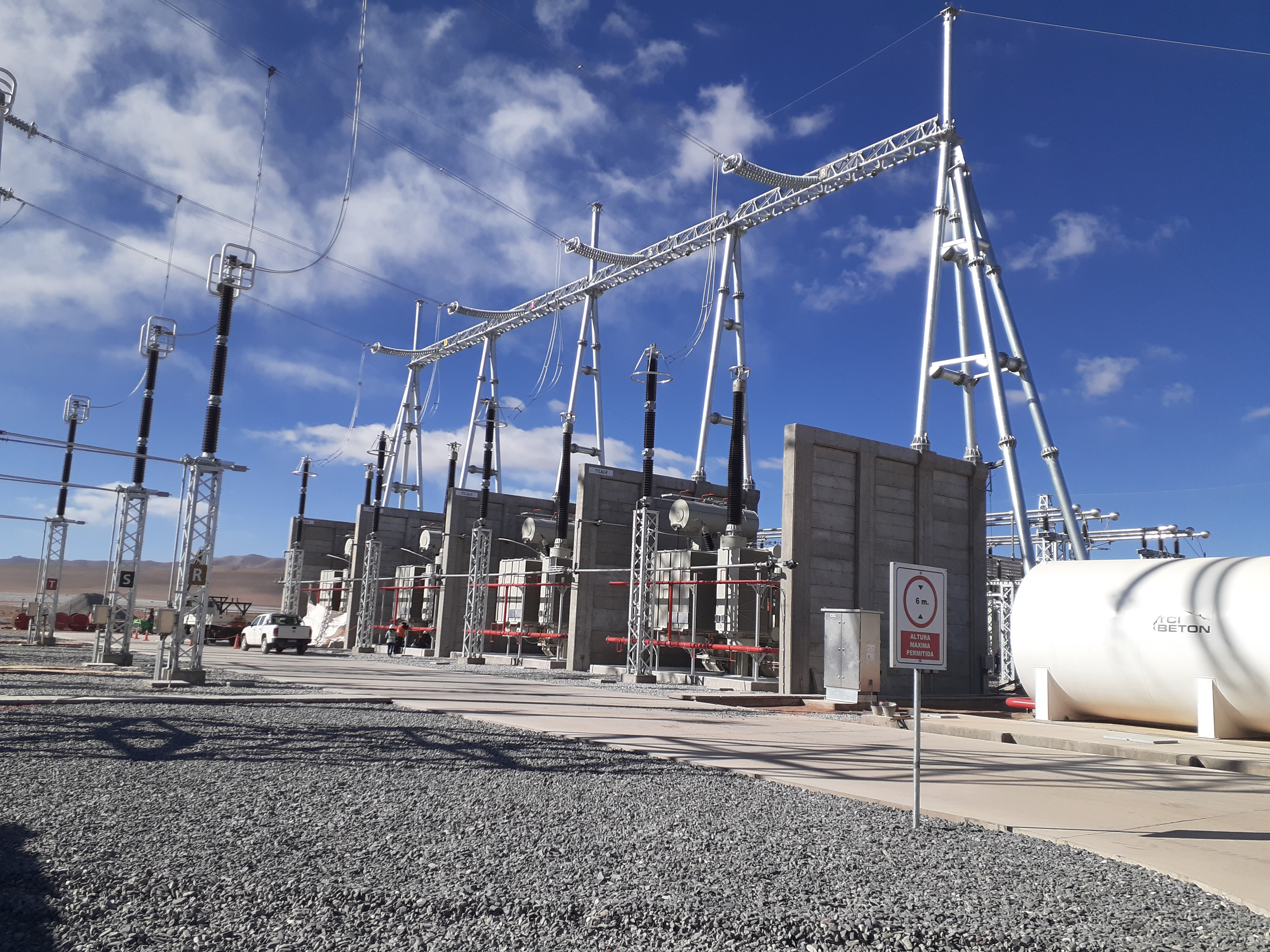
Subestación transformadora del Parque Solar Cauchari